# Zastler Loch

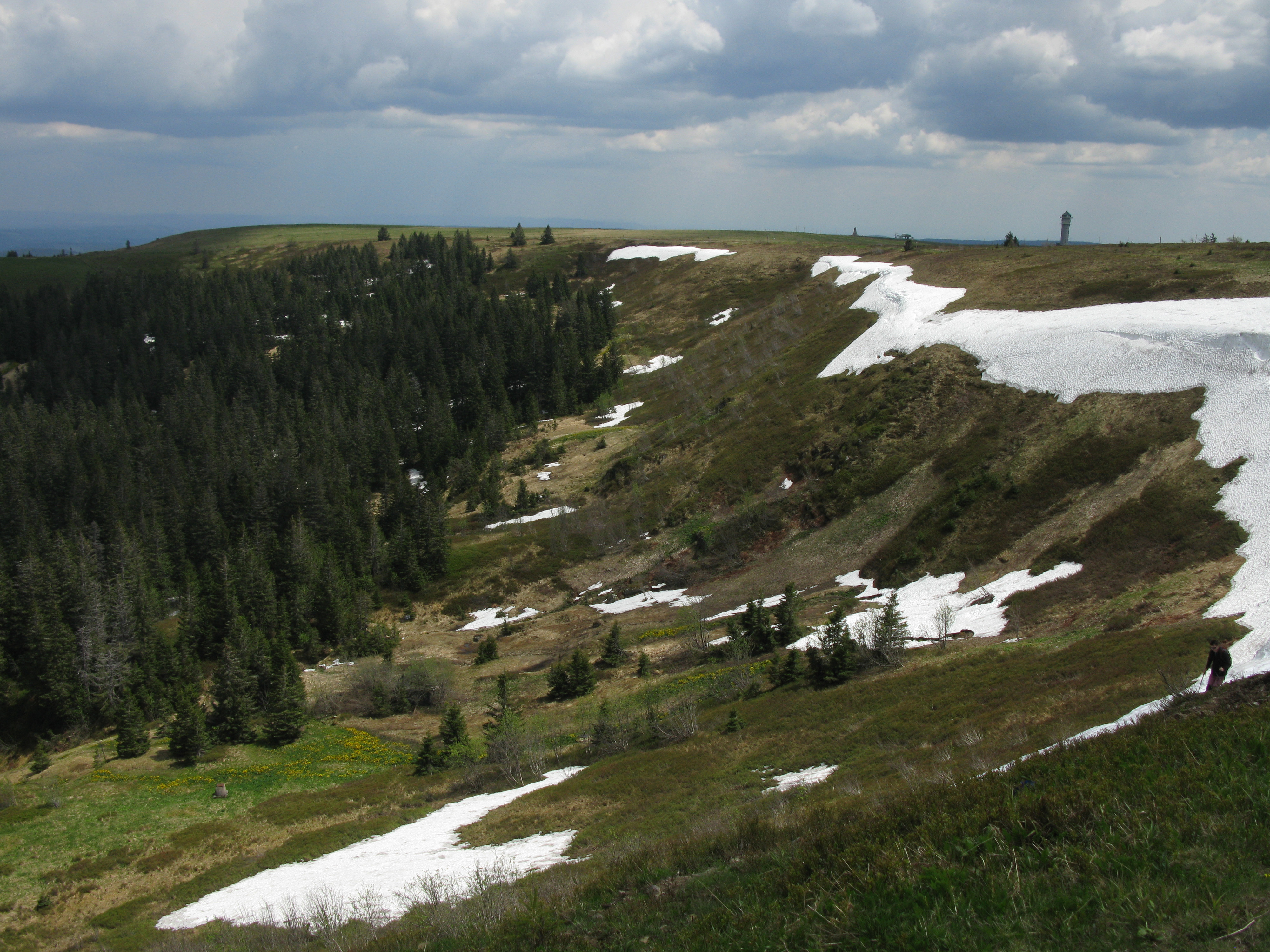
Oberer Bereich des Zastler Lochs mit Resten der Wechte (Juni 2013)

Das Zastler Loch oder Zastlerkar an der Nordseite des Feldberggipfels im Schwarzwald ist das höchstgelegene Kar in einem deutschen Mittelgebirge. Es bildet den Talschluss des Zastler Tals, in dem der Zastlerbach nordwärts zur Dreisam fließt.

## Geologie

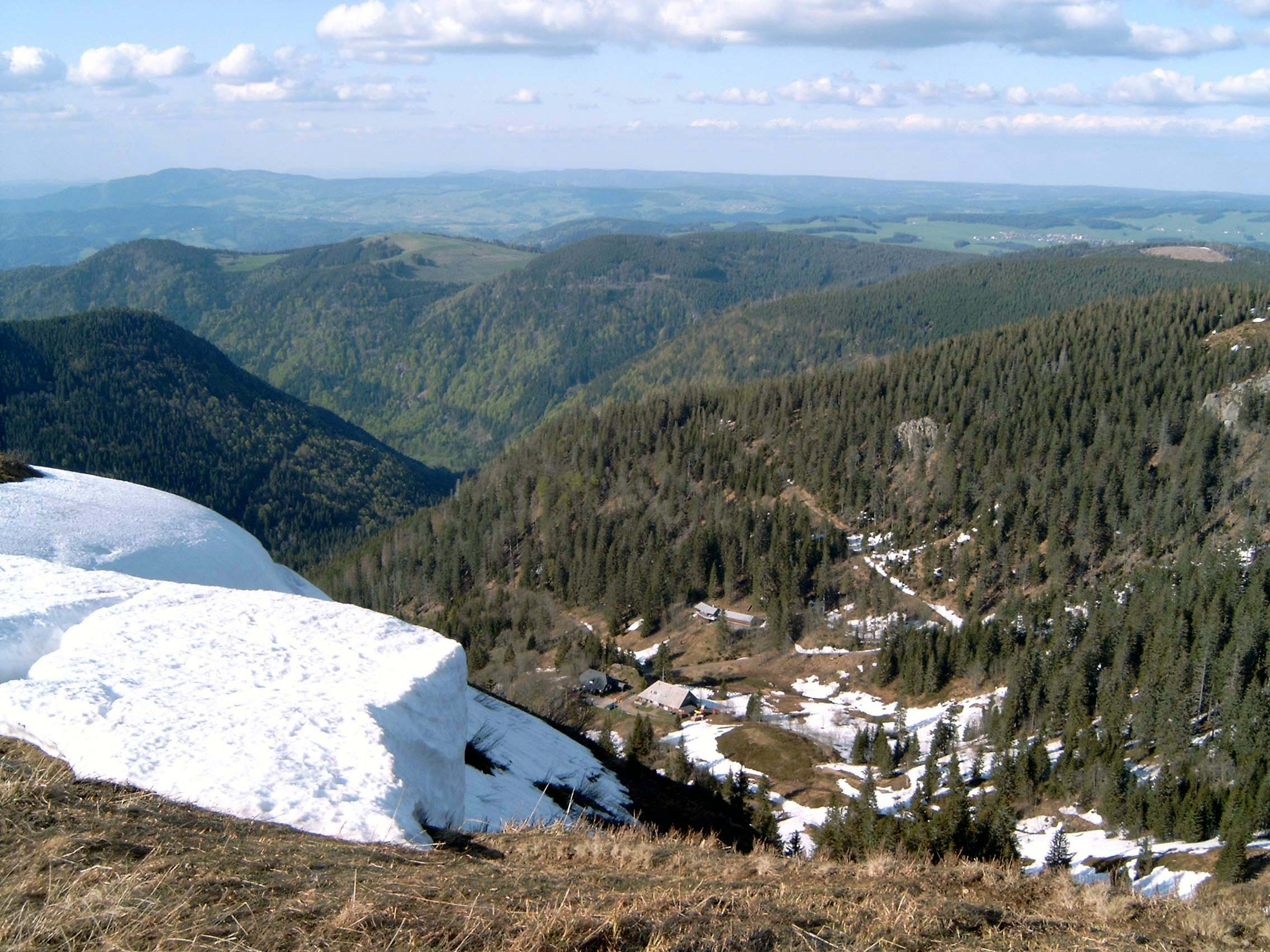
Blick vom Rand des Kars auf den unteren Karboden bei der Zastler Hütte

Beim Zastler Loch handelt es sich um ein Treppenkar mit drei stark zerschnittenen Karböden, auf 1400 Meter, einem stark zerstörten auf 1320 Meter und einem gut erhaltenen auf 1250 Meter, die durch Felsabstürze miteinander verbunden sind. Das Kar ist ein Relikt des ehemaligen Feldberg-Gletschers. Der untere Boden hat die alte Hohlform erhalten und ist ganz vermoort. Dieses Moor östlich der Zastler Hütte ist etwa 100 Meter lang und 40 Meter breit. Durch einen zwölf Meter hohen bogenförmigen Pseudowall wird das Moor an der rechten Felsflanke abgeschlossen. Dieser besteht aus Gneis mit aufliegendem Endmoränenmaterial. Zwischen Wall und Felswand findet sich eine kleine Senke von zwei Metern Tiefe, die vermutlich von einem kleinen Eisstrom aus der südöstlich davon gelegenen Rinne gebildet wurde. 150 bis 200 Meter beträgt der Höhenunterschied zwischen dem unteren Karboden und der Oberkante der Felswände. An freiliegenden Felsen um die Zastler Hütte ist Gletscherschliff zu erkennen.

## Natur und Kultur
Das Zastler Loch ist Quellgebiet des Zastlerbaches. Im Winter können sich Wechten und Lawinen an den Karhängen bilden. Manchmal hält sich der Schnee bis weit in den Sommer hinein. Um 1840, als eine Kälteperiode in Europa herrschte, hackten die Bewohner des östlichen und nördlichen Feldberggebietes die Schneeflecke bis auf den Grund auf, weil sie eine Vergletscherung des Feldbergs befürchteten. Seit 1651 gibt es Weidebetrieb im Zastler Loch. Die Viehhütte ist heute ein gastronomischer Betrieb. Daneben liegt seit 1952 die Freiburger Hütte des Ski-Club Freiburg. Auch Meilerplätze wurden im Zastler Loch nachgewiesen.
Das Zastler Loch gehört zum Naturschutzgebiet Feldberg und bildet dort einen der wertvollsten Pflanzenstandorte. Eine Initiative von Mitgliedern des Schwarzwaldvereins und der Arbeitsgemeinschaft Heimatschutz Schwarzwald verhinderte in den 1960er-Jahren die geplante Erschließung für den Skibetrieb durch eine Kabinenseilbahn.

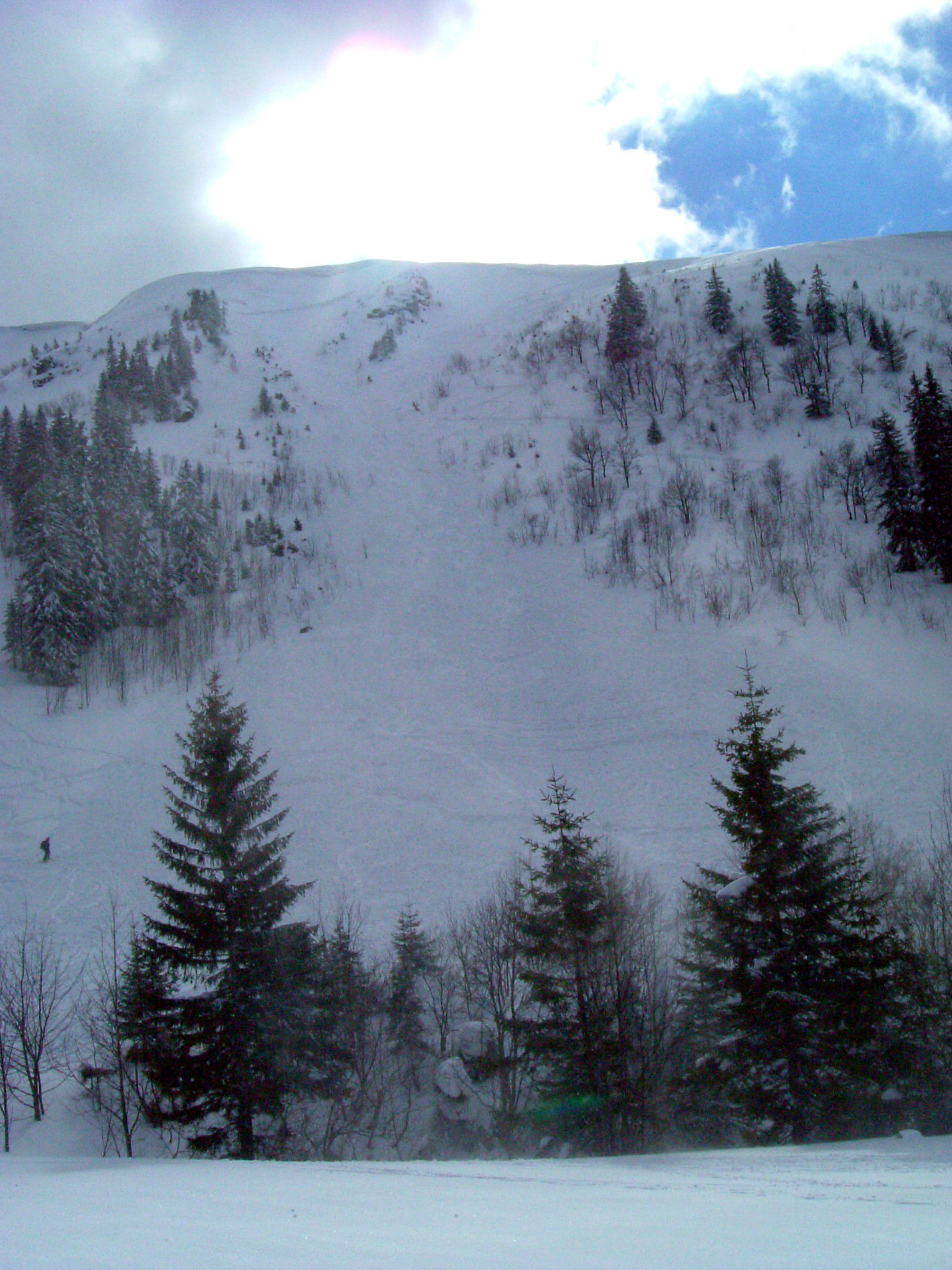
Hang im Zastler Loch nach Abgang einer Lawine

## Unfälle und Opfer
- Am 23. Februar 1941 verschüttete eine Lawine drei Skiläufer im Zastler Loch. Die Bergungsmannschaft wurde durch eine weitere Lawine verschüttet, in welcher der Bergwachtmann Fritz Nübling aus Freiburg zu Tode kam.
- Am 2. Februar 1953 riss eine Wechte einen 54-jährigen Skiläufer aus Heidelberg in den Tod.
- Auch am 20. Januar 1959 kam eine in Freiburg studierende Düsseldorferin wegen einer Wechte ums Leben.
- Am 9. Januar 1966 wurde der Leichnam des aus Kirchzarten stammenden Bergwachtmannes Walter Wernet geborgen, der wenige Tage zuvor in einem Schneebrett umkam.
- Fast an gleicher Stelle fand am 9. März 1980 der 28-jährige Freiburger Leutnant bei den Gebirgsjägern Wolfgang Ehret den Tod in einem großen Schneebrett.[8]
- Am 30. Januar 2015 gerieten zwei Tourenskiwanderer in der Nähe der Wechte oberhalb der Zastler Hütte in eine Lawine und wurden verschüttet. Während einer der beiden sich selbst befreien konnte, wurde ein 20-jähriger Mann aus Freiburg erst knapp zwei Stunden nach dem Unglück gefunden. Trotz durchgeführter Reanimation verstarb er noch am späteren Nachmittag.[9]
- Am 17. Januar 2021 wurde ein 35-jähriger Skifahrer von einer 20 Meter breiten und 200 Meter langen Lawine verschüttet. Er konnte sich selbst befreien und blieb unverletzt.[10]